# 施泰芬贝格
施泰芬贝格（德語：Steffenberg）是德国黑森州的一个市镇。总面积24.31平方公里，总人口4140人，其中男性2076人，女性2064人（2011年12月31日），人口密度170人/平方公里。